# Елена Георге
Елена Георге (на румънски: Elena Gheorghe) e румънска певица, представител на Румъния на „Евровизия 2009“ в Москва. Тя е със смесен румънски и арумънски произход.

## Биография
Родена е на 30 юли 1985 г. в град Букурещ, Социалистическа република Румъния. Първите нейни изяви на популярната музикална сцена са още когато е на 3-годишна възраст, пеейки дует с майка си, поп певицата Мариоара Ман Георге. В младежките си години участва в няколко национални фестивала, а през 2000 г. Елена печели трофея на фестивала „Златна мечка“ в Бая Маре за изпълнението на песента One Moment in Time на Уитни Хюстън.
През 2001 г. се състезава на фестивала в Мамая, като тя е най-младият участник в това издание. След което е част от група „Вива“ заедно с Адела Попеску.
В края на 2002 г. Елена Георге става главен вокал на група Mandinga, с която издава два студийни албума, като единият добива популярност в Румъния с продажби от над 15 000 копия. През 2005 г. песента Soarele meu е сред кандидатурите за представяне на Румъния на „Евровизия 2005“, тя се класира на четвърто място. През 2006 г. Елена Георге напуска група Mandinga.
По-късно певицата подписва договор с звукозаписната компания Roton, а първият ѝ албум, озаглавен Vocea ta (2006), реализира голям брой продажби в Румъния. Така тя се нарежда сред най-успешните изпълнителки в страната. В края на 2006 г. участва в първото издание на състезанието „Танцувам за теб“, където ѝ партнира Корнел Огреан, с когото печели трето място в големия финал на състезанието, проведен на 20 ноември 2006 г.
През 2008 г. Елена издава два нови диска – албум с арумънска музика Lilicea Vreariai и латино музика Te Ador. Двата диска бележат началото на сътрудничеството на Елена с друга звукозаписна компания – Cat Music.
През януари 2009 г. песента „Балканките“ е сред кандидатурите за представяне на Румъния на „Евровизия 2009“, като успява да спечели първото място, получавайки общо 22 точки от журито и публиката. Печелейки този конкурс, тя е определена за представител на Румъния на музикалния конкурс, проведен в Москва (Русия). Там тя се класира на деветнадесето място.
През 2010 г. издава няколко сингъла (в това число Disco Romancing и Midnight sun), а през 2011 г. се омъжва за тромбониста Корнел Ене, от когото има син на име Николас Разван.
През 2012 г. издава албумите Your Captain Tonight и Amar Tu Vida, а в края на годината издава албума Disco Romancing в Мексико, Италия, Испания и Япония.